# Toledo Rockets

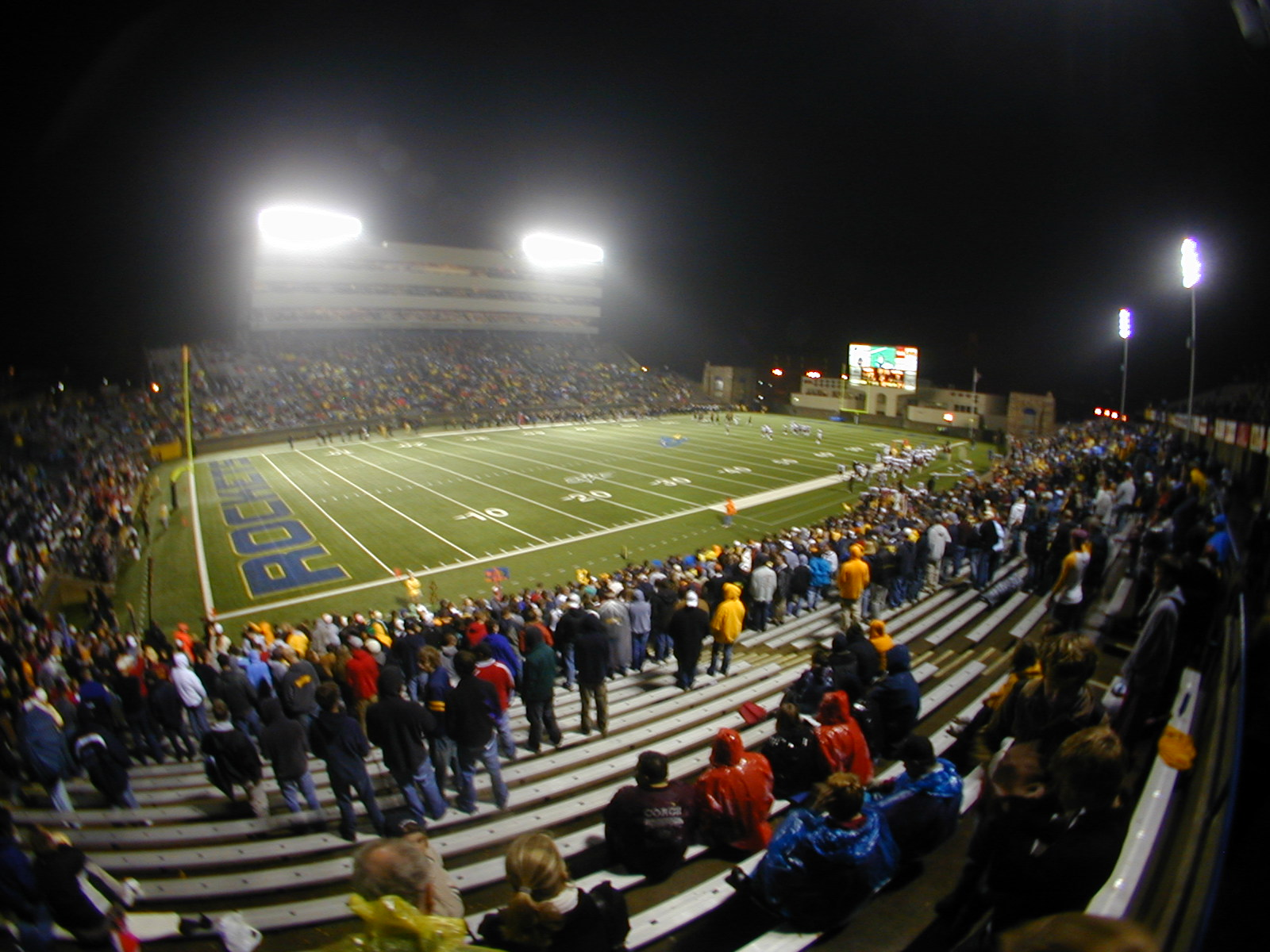
Toledo American-Football-Stadion

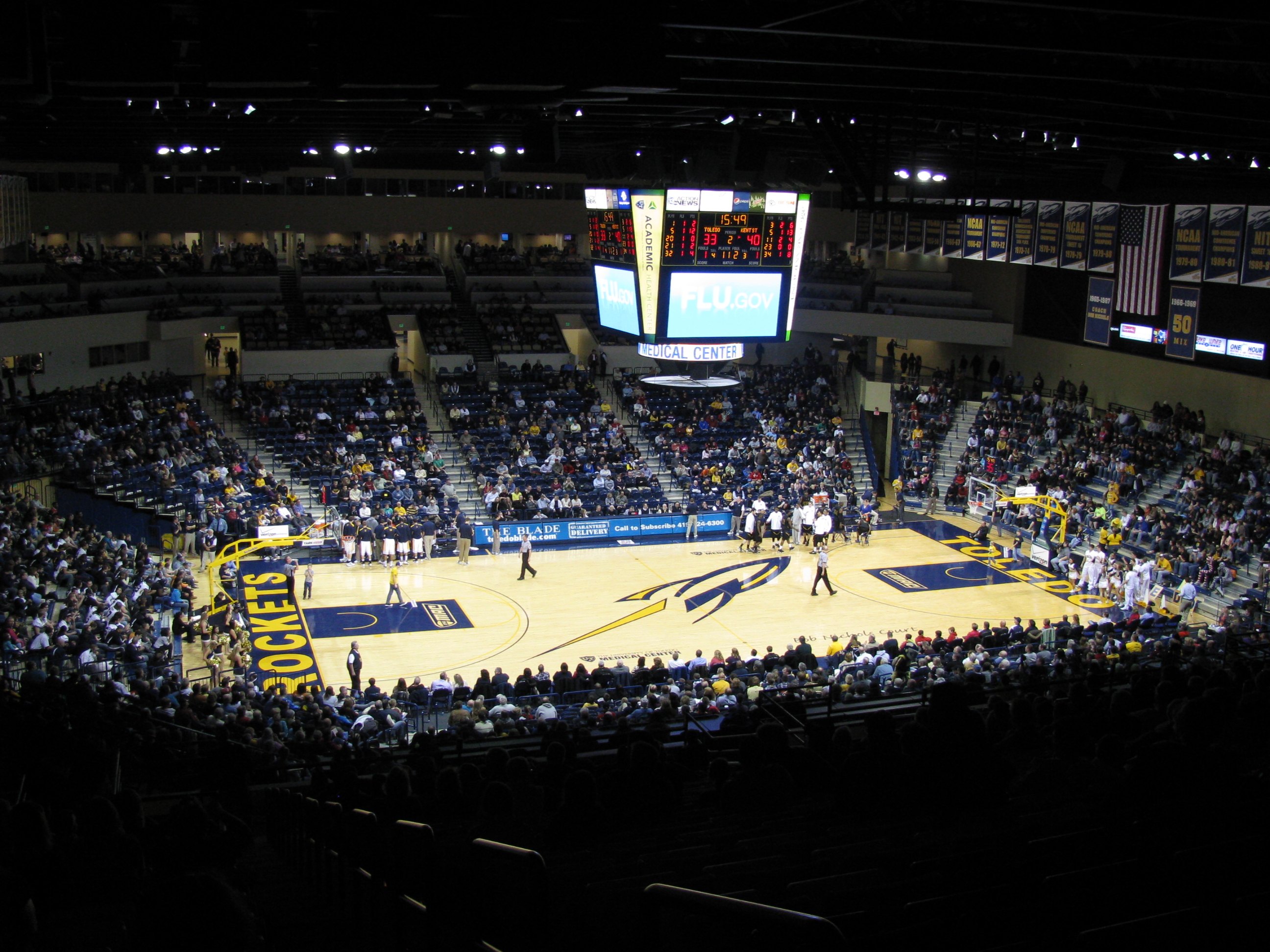
Toledo Basketball-Arena

Die  Toledo Rockets sind die Sportteams der University of Toledo. Die 15 verschiedenen Sportteams nehmen an der NCAA Division I als ein Mitglied der Mid-American Conference in der West Division teil.

## Sportarten
Die Rockets bieten folgende Sportarten an:
Männerteams
- Baseball
- Basketball
- Crosslauf
- American Football, siehe Toledo Rockets (Footballteam)
- Golf
- Tennis

Frauenteams
- Basketball
- Crosslauf
- Golf
- Fußball
- Rudern – soll im Studienjahr 2025–26 hinzugefügt werden
- Softball
- Schwimmsport & Wasserspringen
- Tennis
- Leichtathletik
- Volleyball